# مانگابه
مانگابه (به لاتین: Mangabe) یک منطقهٔ مسکونی در ماداگاسکار است که در توآماسینا دوم واقع شده‌است. مانگابه ۱۱٬۵۸۳ نفر جمعیت دارد.